# Olympische Winterspiele 1972/Teilnehmer (Bulgarien)
| Gelbes Symbol für Goldmedaillen mit stilisierten Olympischen Ringen | Graues Symbol für Silbermedaillen mit stilisierten Olympischen Ringen | Braundes Symbol für Bronzemedaillen mit stilisierten Olympischen Ringen |
| ------------------------------------------------------------------- | --------------------------------------------------------------------- | ----------------------------------------------------------------------- |
| —                                                                   | —                                                                     | —                                                                       |

Bulgarien nahm an den Olympischen Winterspielen 1972 im japanischen Sapporo mit zwei alpinen Skifahrern und zwei Langläufern teil.
Seit 1936 war es die achte Teilnahme Bulgariens an Olympischen Winterspielen.

## Teilnehmer nach Sportarten

### Ski Alpin
- Iwan Penew
Abfahrt: 40. Platz – 2:02,16 min
Riesenslalom: 32. Platz – 3:27,33 min
Slalom: 27. Platz – 2:09,68 min

- Resmi Resmiew
Abfahrt: 45. Platz – 2:03,01 min
Riesenslalom: 37. Platz – 3:39,82 min
Slalom: 29. Platz – 2:11,10 min

### Ski Nordisch

#### Langlauf
- Petar Pankow
15 km: 47. Platz – 50:54,10 min
30 km: 39. Platz – 1:41:42,90 h
50 km: 39. Platz – 2:57:07,93 h

- Wenzislaw Stojanow
15 km: 53. Platz – 50:54,98 min
30 km: 46. Platz – 1:47:11,68 h
50 km: DNF